# Manor, Texas
Manor là một thành phố thuộc quận Travis, tiểu bang Texas, Hoa Kỳ. Năm 2010, dân số của xã này là 5037 người.

## Dân số
- Dân số năm 2000: 1204 người.
- Dân số năm 2010: 5037 người.